# 法马尔斯
法马尔斯（法語：Famars，法語發音：[famaʁs] ⓘ）是法国上法兰西大区北部省的一个市镇，位于该省东部，属于瓦朗谢讷区。上法兰西理工大学位于其境内。

## 地理
法马尔斯（50°18'56"N, 3°31'9"E）面积4.73 平方千米，位于法国上法蘭西大區北部省，该省份为法国最北部的省份及最长的省份，西北濒北海，西接加来海峡省，南至埃纳省和索姆省，东与比利时接壤。
与法马尔斯接壤的市镇（或旧市镇、城区）包括：欧努瓦莱瓦朗谢讷、特里特圣莱热、阿特尔、曼镇、凯雷南。
法马尔斯的时区为UTC+01:00、UTC+02:00（夏令时）。

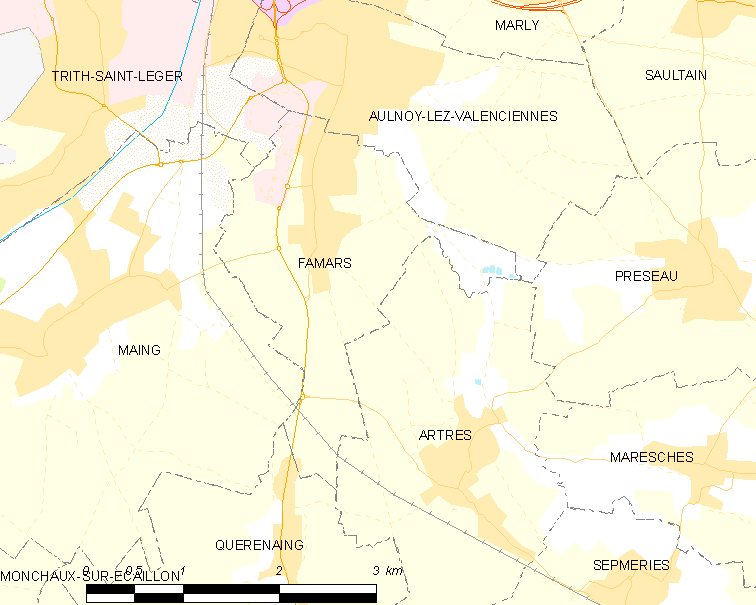
法马尔斯的OSM定位图

## 行政
法马尔斯的邮政编码为59300，INSEE市镇编码为59221。

## 政治
法马尔斯所属的省级选区为欧努瓦莱瓦朗谢讷县。

## 交通
瓦朗谢讷有轨电车1号线和2号线的南侧起点均位于其境内。

## 人口

1962-2008年间法马尔斯人口变化图示

法马尔斯于2022年1月1日时的人口数量为2459人。